# Takeuchi Rizō
Takeuchi Rizō (japanisch 竹内 理三, Go: Chikuri (竹犂); geboren 20. Dezember 1907 in Okada (岡田町) Landkreis Chita (知多郡) in der Präfektur Aichi; gestorben 3. März 1997 in Tōkyō) war ein japanischer Historiker mit dem Schwerpunkt Früh- und Mittelaltergeschichte.

## Leben und Wirken
Takeuchi Rizō machte 1930 seinen Studienabschluss im Fach Geschichte an der Universität Tōkyō. Er arbeitete dann an seiner Alma Mater am Historiographischen Institut (史料編纂所, Shiryō hensan-jo). 1948 wurde er Professor an der Universität Kyūshū, bis er 1949 an das Historiographische Institut zurückkehrte. 1965 wurde er dessen Direktor. Nach seinem Eintritt in den Ruhestand 1969 als „Meiyo Kyōju“ übernahm er eine Professur an der Waseda-Universität.
Takeuchi befasste sich am Anfang seiner Forschungen mit dem Wirtschaftssystem der Tempel und dem Großgrundbesitz in der  Heian-Zeit. 1934 publizierte er die „Untersuchungen zur Wirtschaftsgeschichte der Tempel in der Frühgeschichte Japans“ (日本上代寺院経済史の研究, Nihon jōdai ji-in keizai-shi no kenkyū) und „Untersuchungen zu Tempel- und Feudalgrundbesitz“ (寺領荘園, Jiryō shōen no kenkyū) 1942. Später wandte er sich der Geschichte des staatlichen Verwaltungsrechts (律令, Ritsuryō) zu und publizierte „Rechte des Adels und staatliches Recht“ (律令制と貴族政権, Ritsuryō-sei to kizoku seiken) 1957, für das er den Asahi-Preis erhielt. Weitere Werke sind die Zusammenfassung der Materialien zur Geschichte des  in „Naraibun“ (寧楽遺文) in den Jahren 1943 bis 1944 und „Heian kibun“ (平安遺文) 1947 bis 1962. Von 1998 bis 2000 erschienen die gesammelten Werke in 8 Bänden (竹内理三著作集).
1964 wurde Takeuchi als Person mit besonderen kulturellen Verdiensten geehrt, 1988 wurde er Mitglied der Akademie der Wissenschaften und 1996 wurde er mit dem Kulturorden ausgezeichnet.